# Réti kakukktorma
A réti kakukktorma (Cardamine pratensis) a keresztesvirágúak (Brassicales) rendjébe, ezen belül a káposztafélék (Brassicaceae) családjába tartozó faj.

## Előfordulása

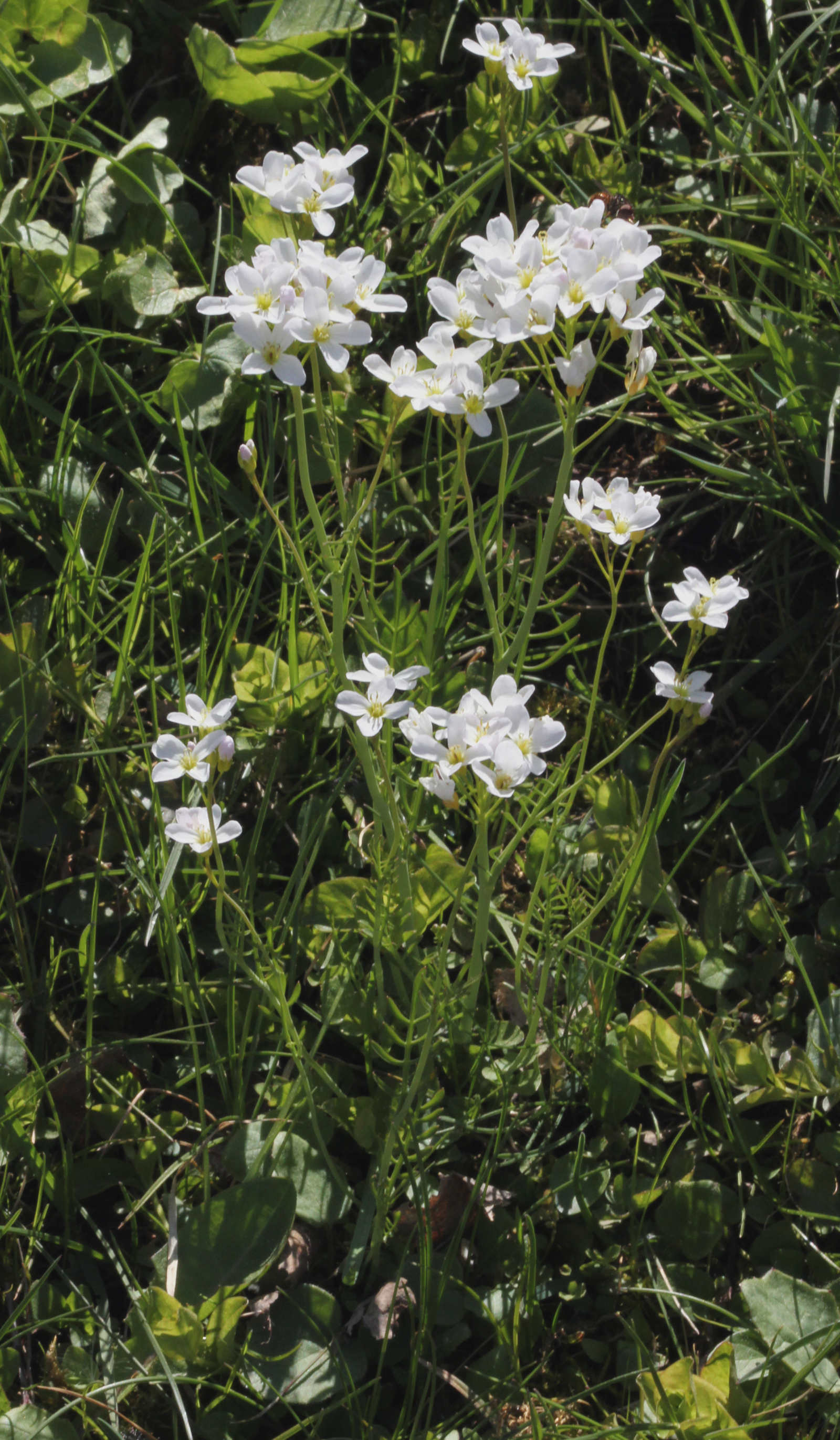
Réti kakukktorma Csehországban

Csaknem egész Európában honos Skandináviától egészen Portugáliáig és Görögországig. Megtalálható Ázsia mérsékelt övi részein is Oroszországtól Japánig és Kína középső részéig és valamint Észak-Amerika északibb részein, Grönlandtól Új-Angliáig. Az Azori-szigetekre betelepítették.
Magyarországon a Kis- és Nagyalföldön, és a Dunántúli-dombságon nő.

## Alfajai
- Cardamine pratensis subsp. atlantica (Emb. & Maire) Greuter & Burdet
- Cardamine pratensis subsp. granulosa (All.) Arcang.
- Cardamine pratensis subsp. matthioli (Moretti) Nyman
- Cardamine pratensis subsp. paludosa (Knaf) Celak.
- Cardamine pratensis subsp. picra De Langhe & D'hose
- Cardamine pratensis subsp. polemonioides Rouy
- Cardamine pratensis subsp. pratensis
- Cardamine pratensis subsp. rivularis (Schur) Nyman
- Cardamine pratensis subsp. submatthioli Tzvelev

## Megjelenése, felépítése
Üreges szára 15-40 centiméter magas.
Levelei páratlanul szárnyaltak. A tőlevelek csokorszerűen helyezkednek el, a levélkék kerekdedek, a 3-11 összetett szárlevél hosszúkás, a csúcsi levélke jóval nagyobb. A fehér vagy rózsaszín, esetleg halványlila virágok murvalevél nélküliek, fürtben nyílnak, a porzók sárgák, a szirmok 0,5–1 centiméter hosszúak.
Becőtermése körülbelül 4 centiméter hosszú.

## Életmódja, termőhelye
Évelő növény. Nedves, üde és hegyi réteken, iszapos mocsárréteken, magassásosok tisztásain, ligetekben, marha tiporta legelőkön nő. A tocsogó, nedves réteken helyenként zsombékol.
Április–májusban; kedvező években június végéig nyílik.

## Felhasználása
Egyes országokban a szirmok mérete alapján szelektált példányokból kerti változatokat állítottak elő. Leginkább kerti medencék tocsogós szélére ültethető.
Gyógynövénykén élénkítő, köptető, vízhajtó hatású. Sok C-vitamint, vasat, jódot, ként tartalmaz.

## Képek

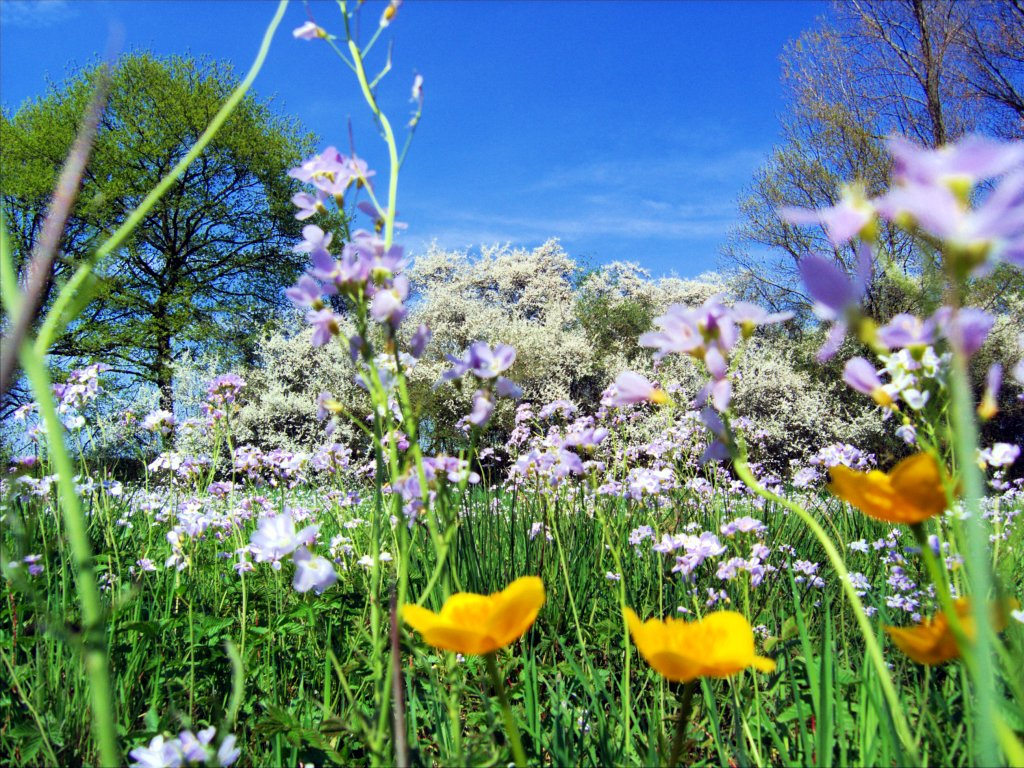
Réti növénytársulásban
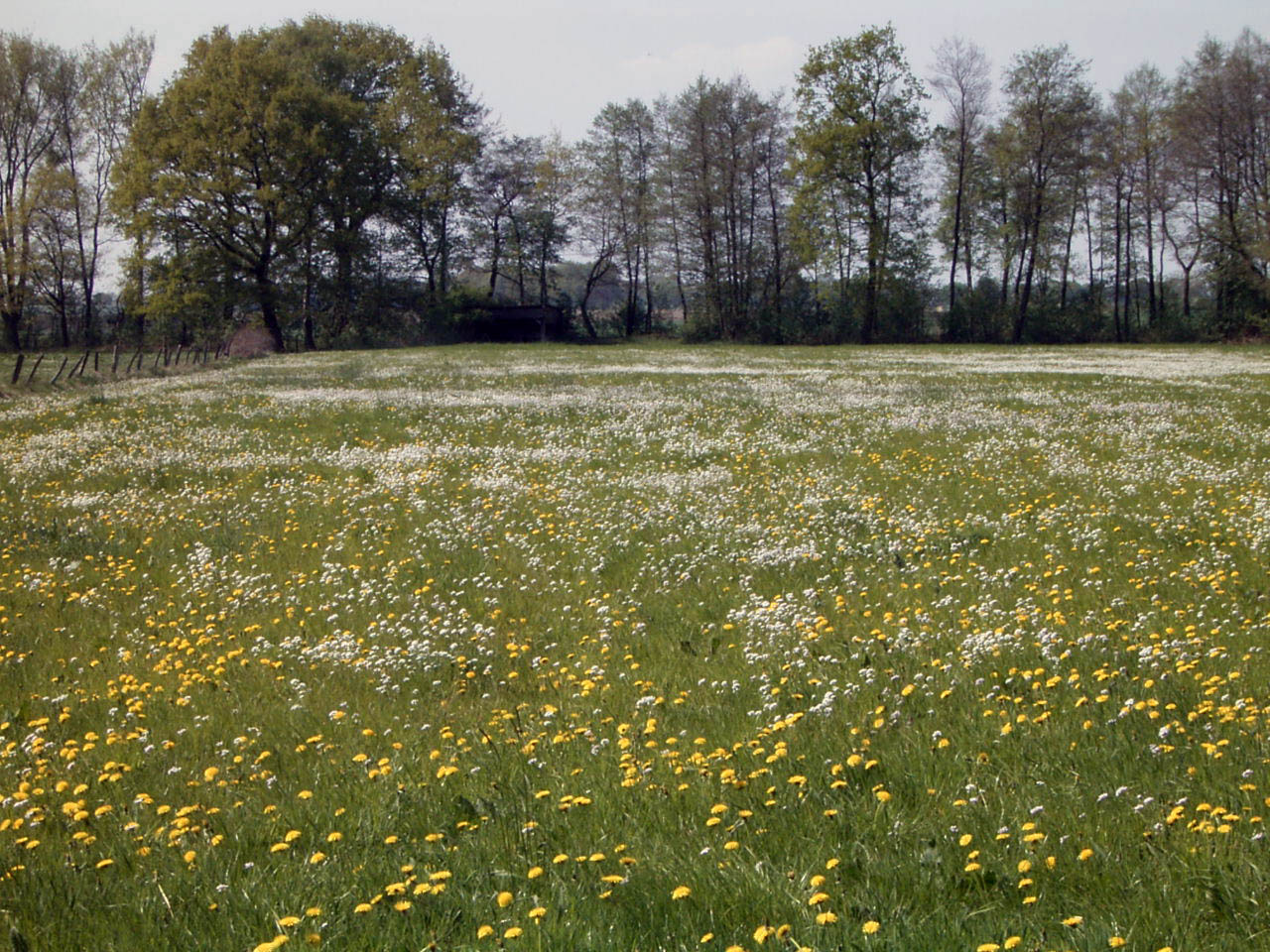
Élőhelye
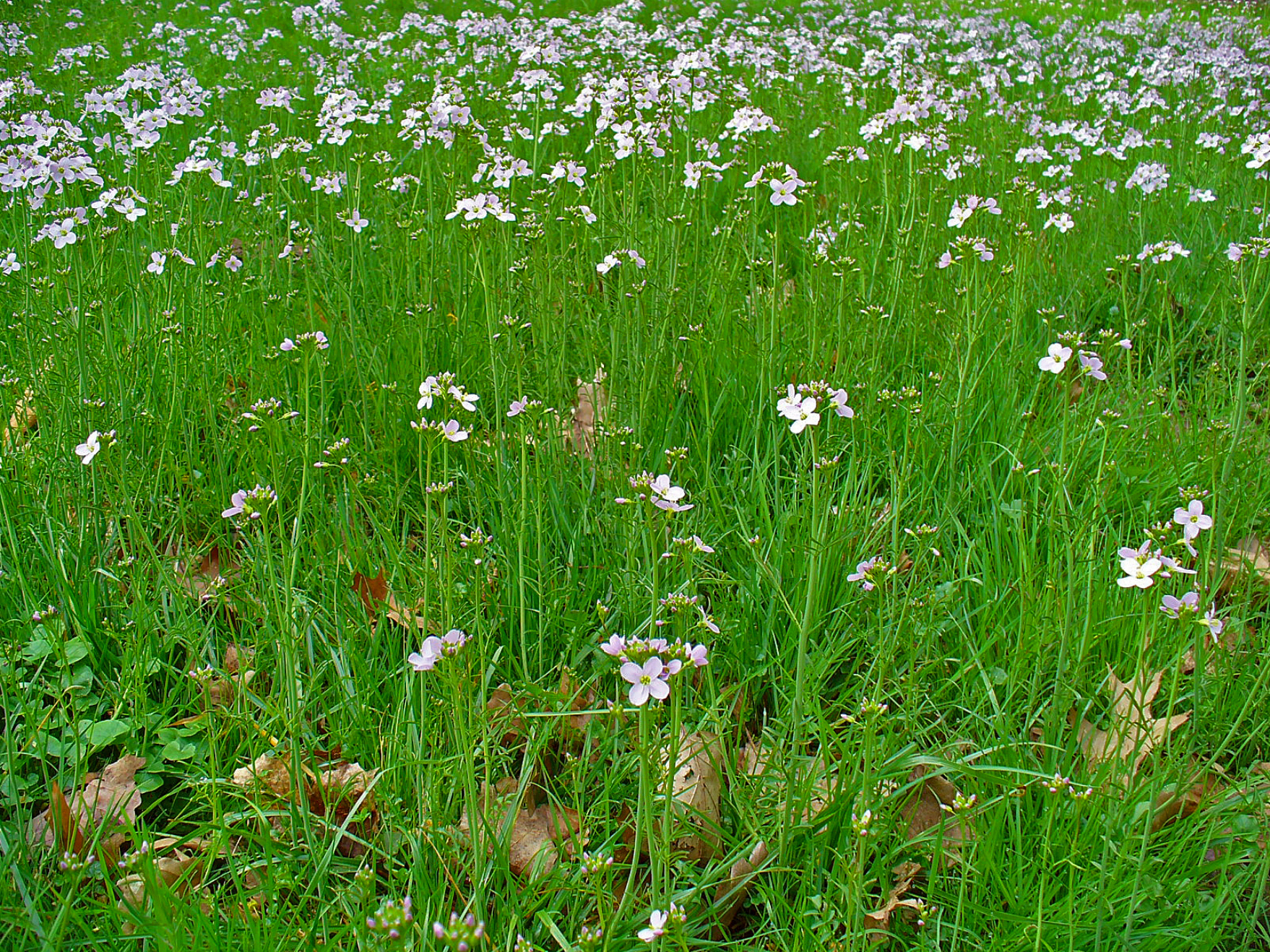
Telepe
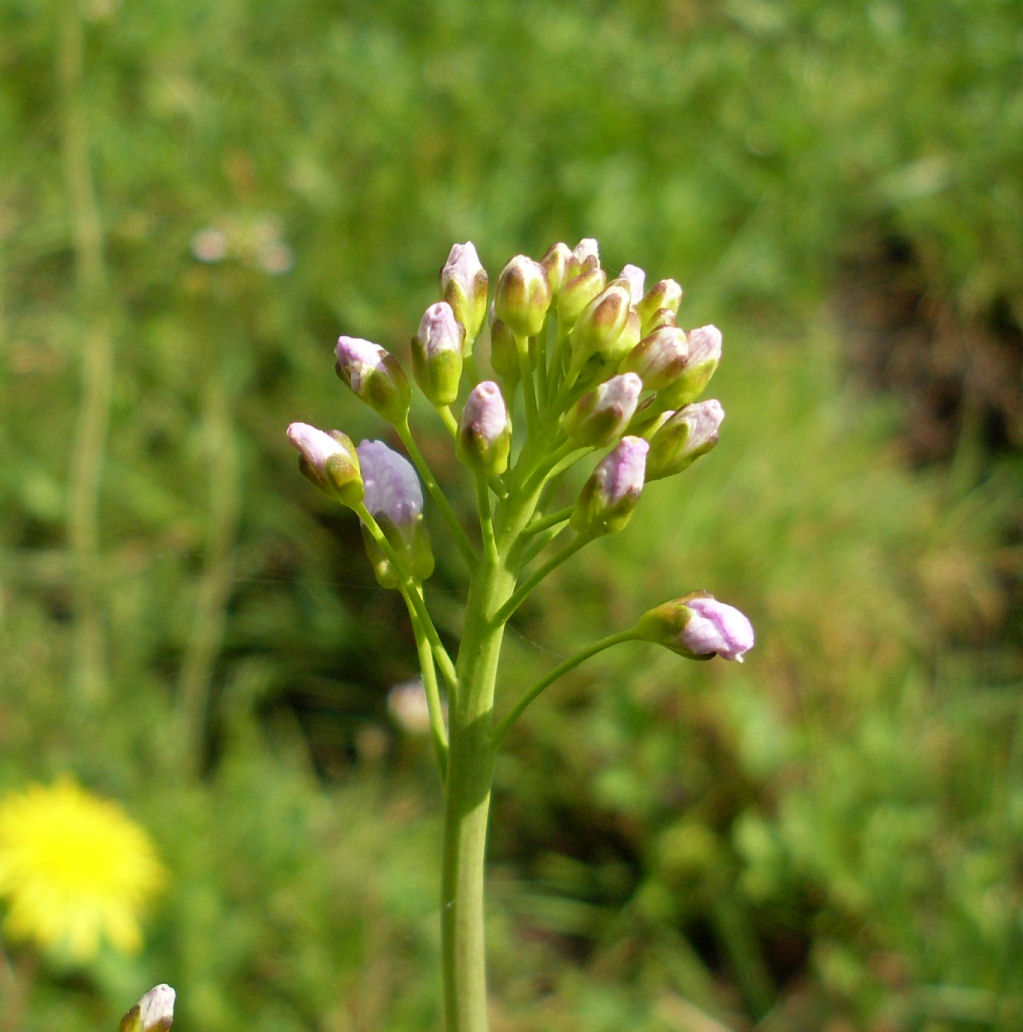
Bimbói
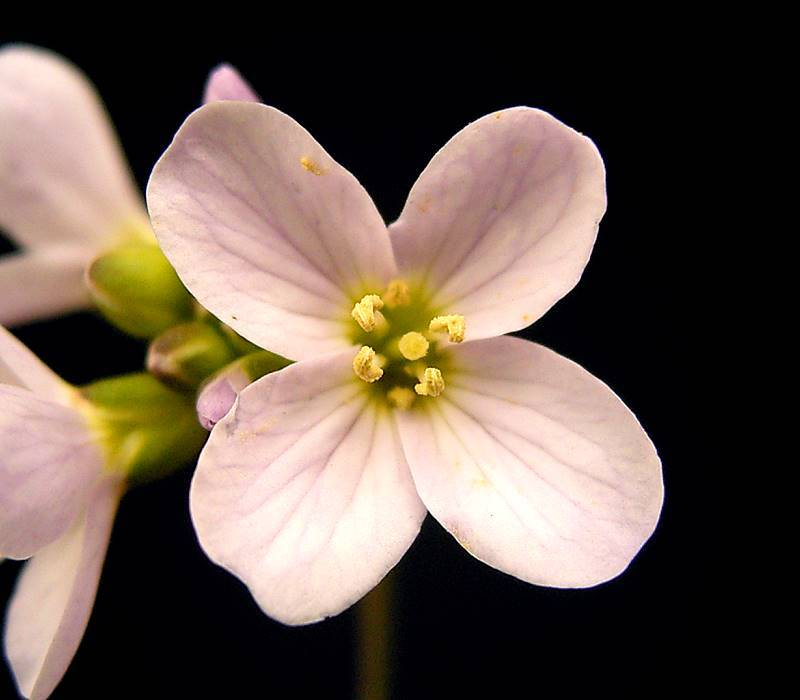
Virága
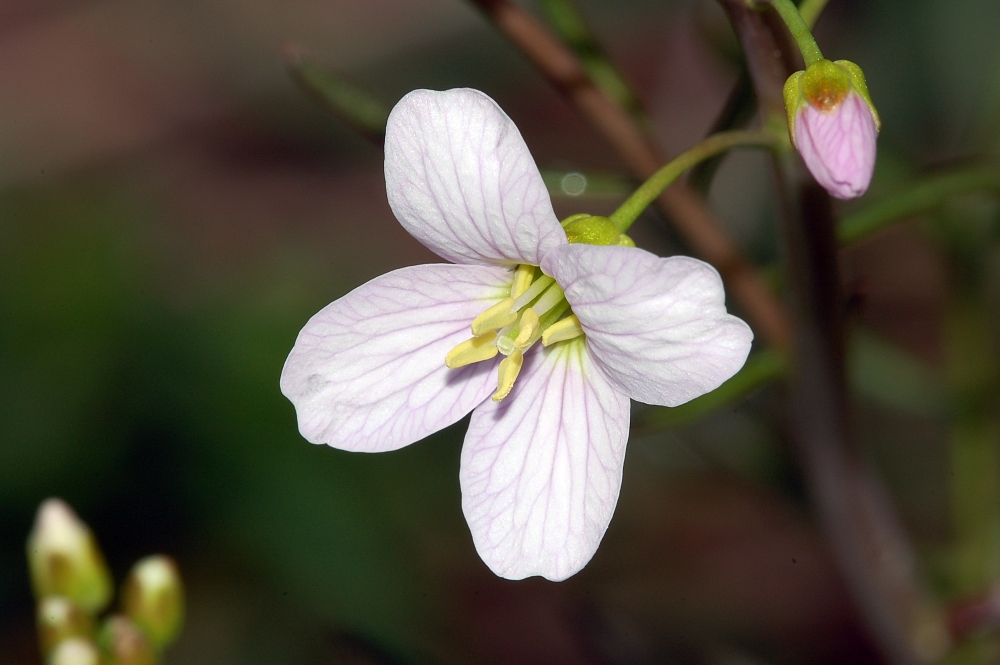
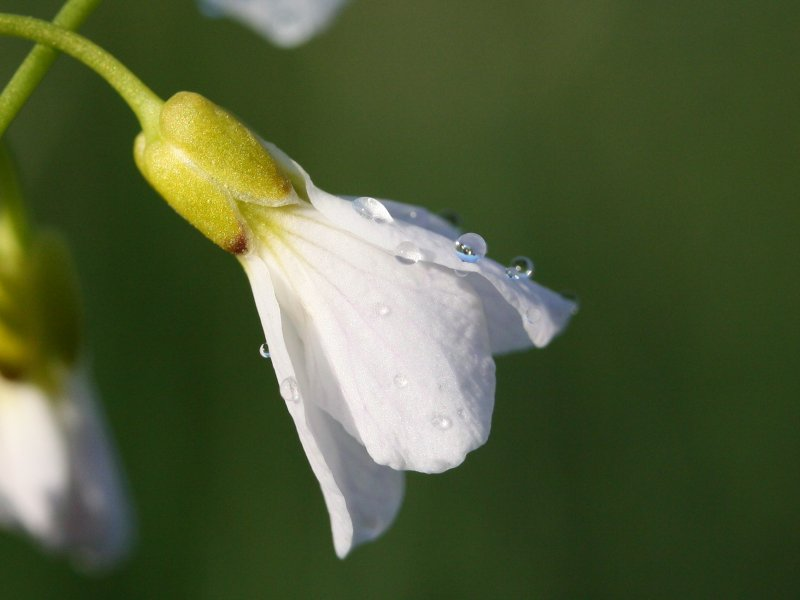
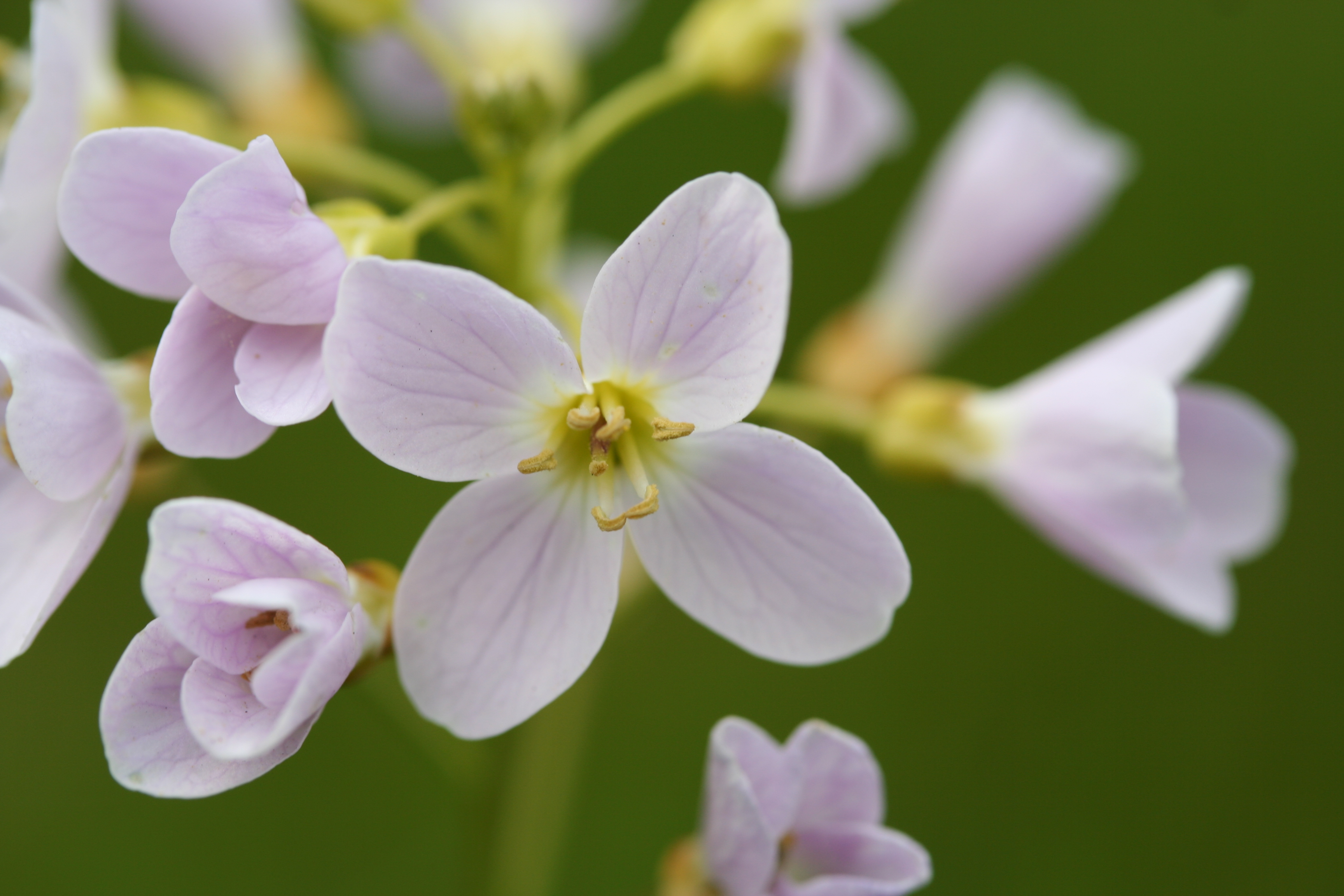
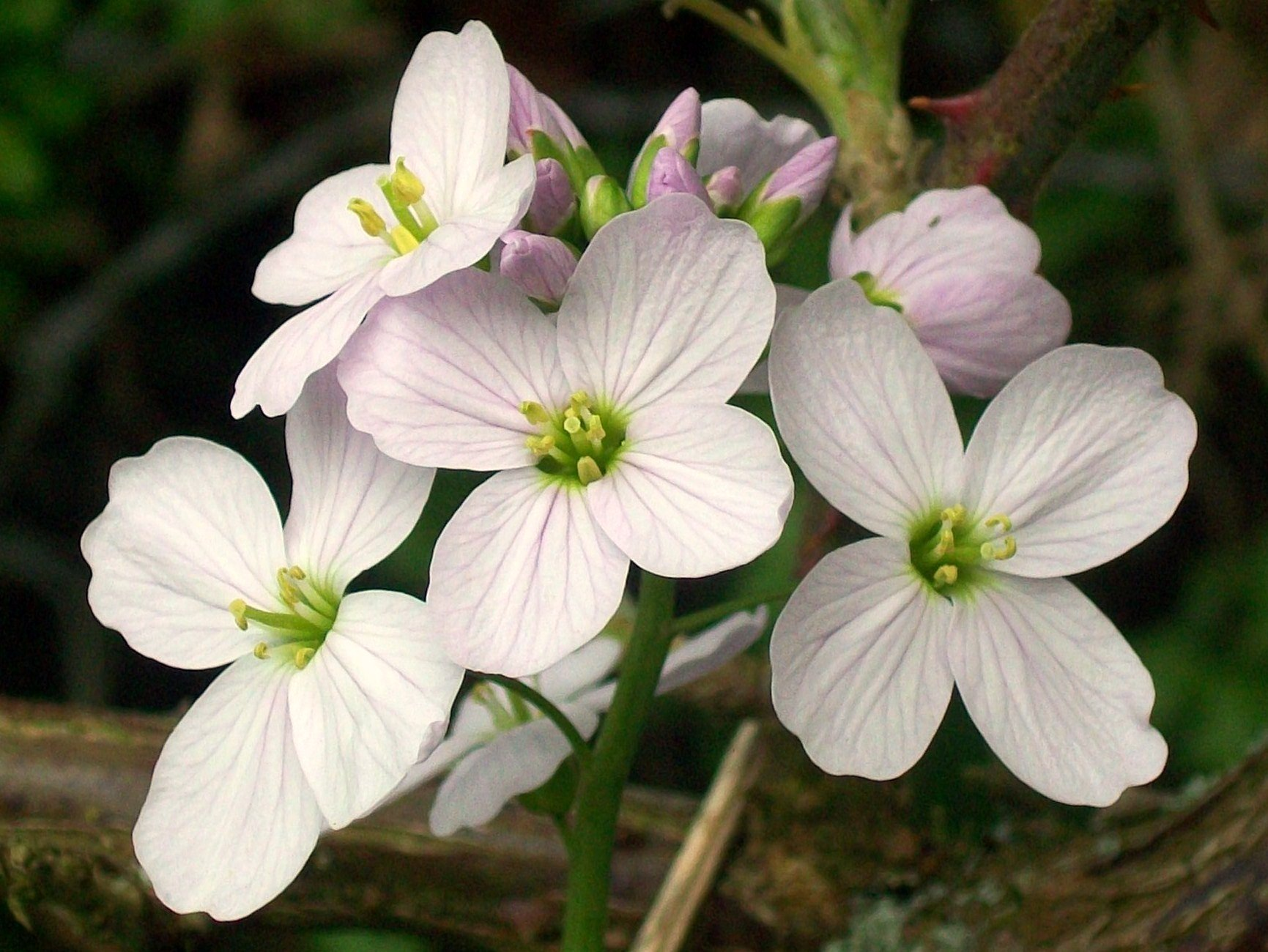
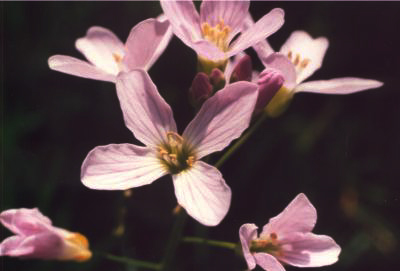
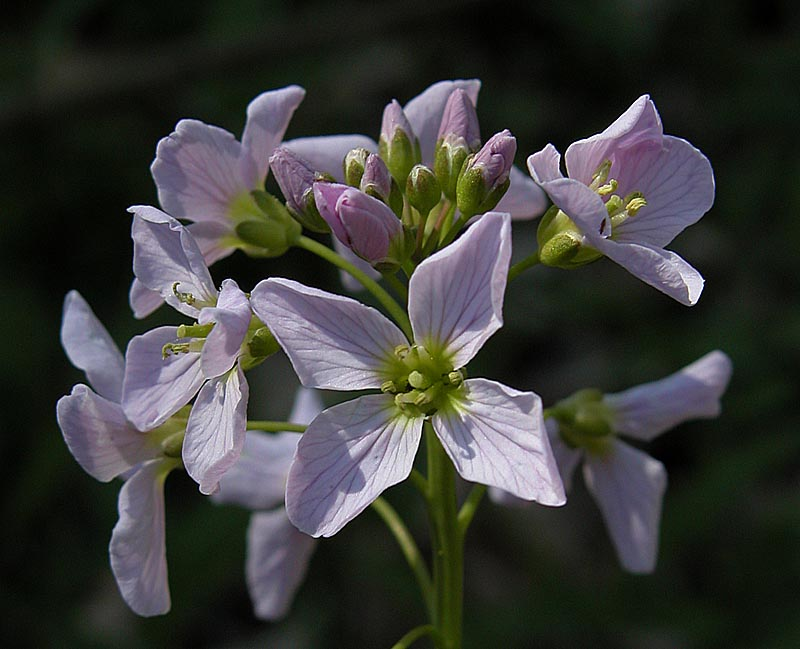
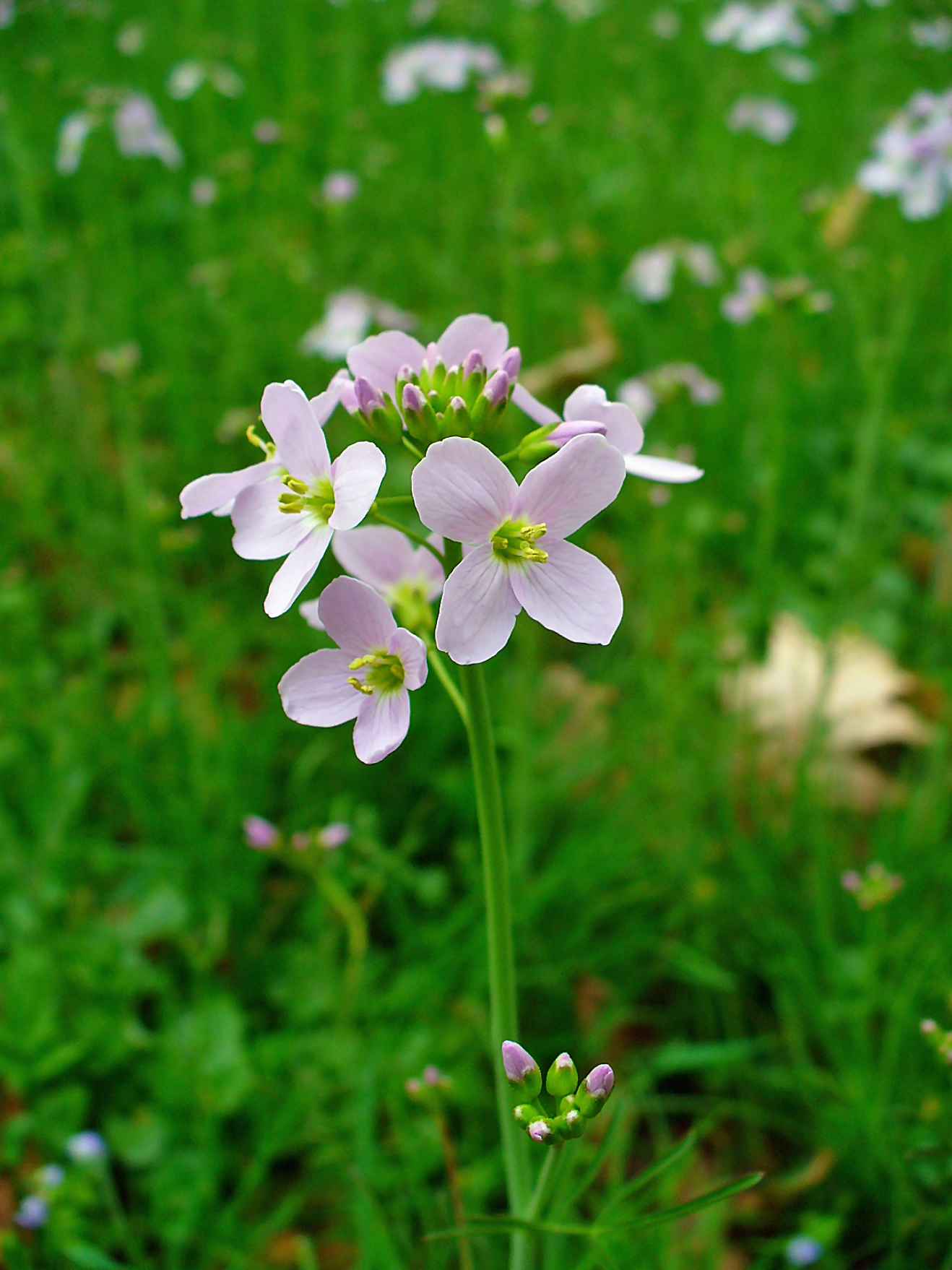
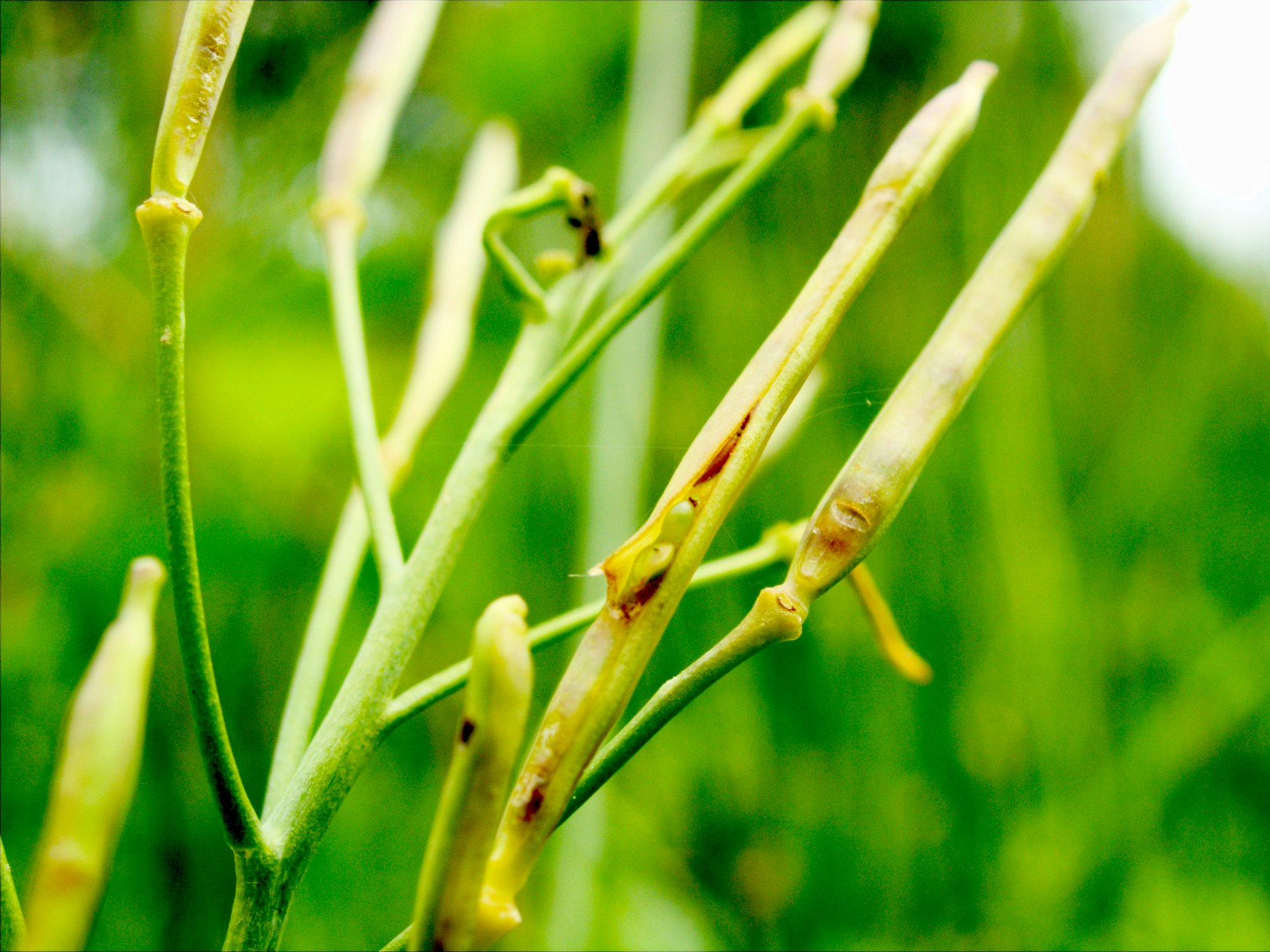
Becőtermései
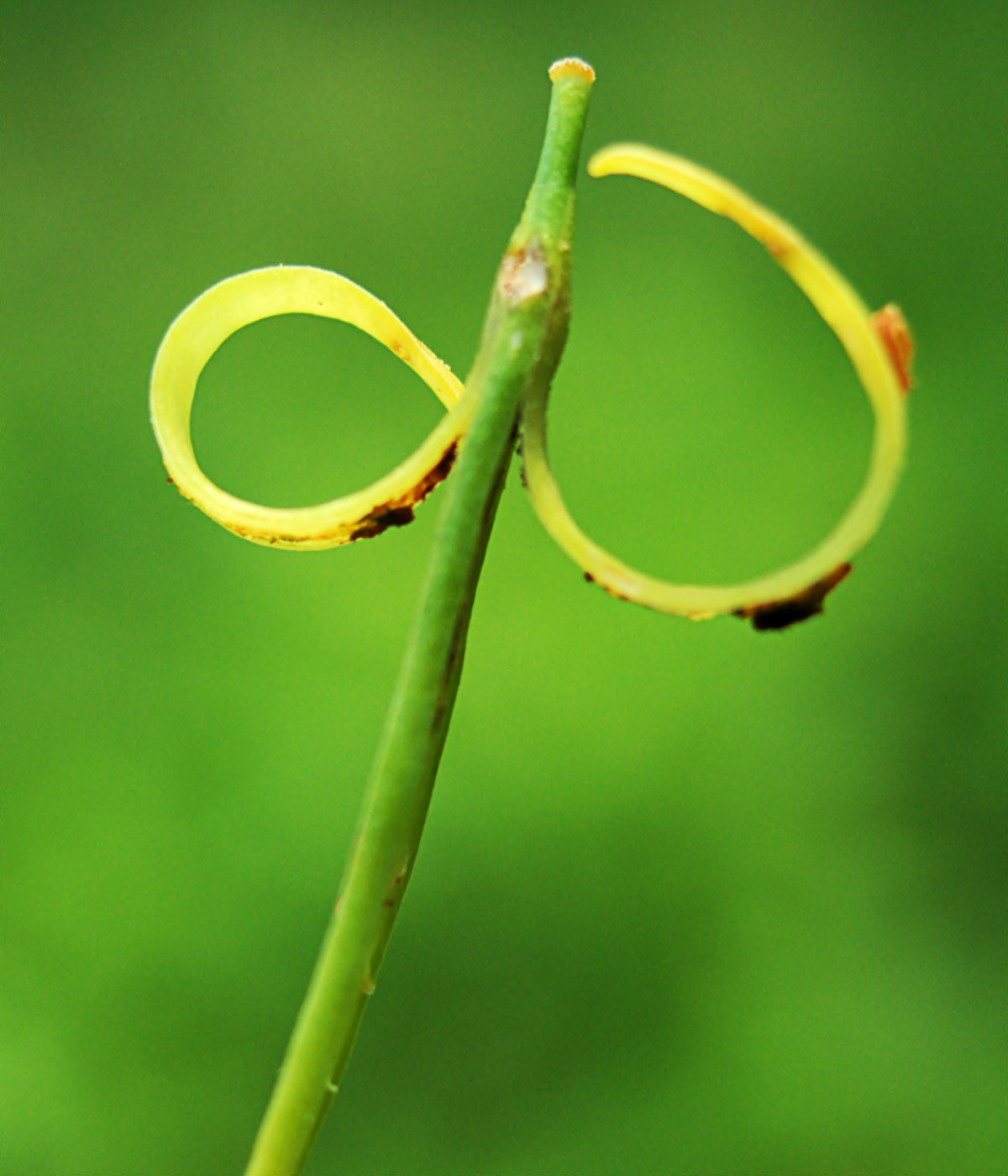
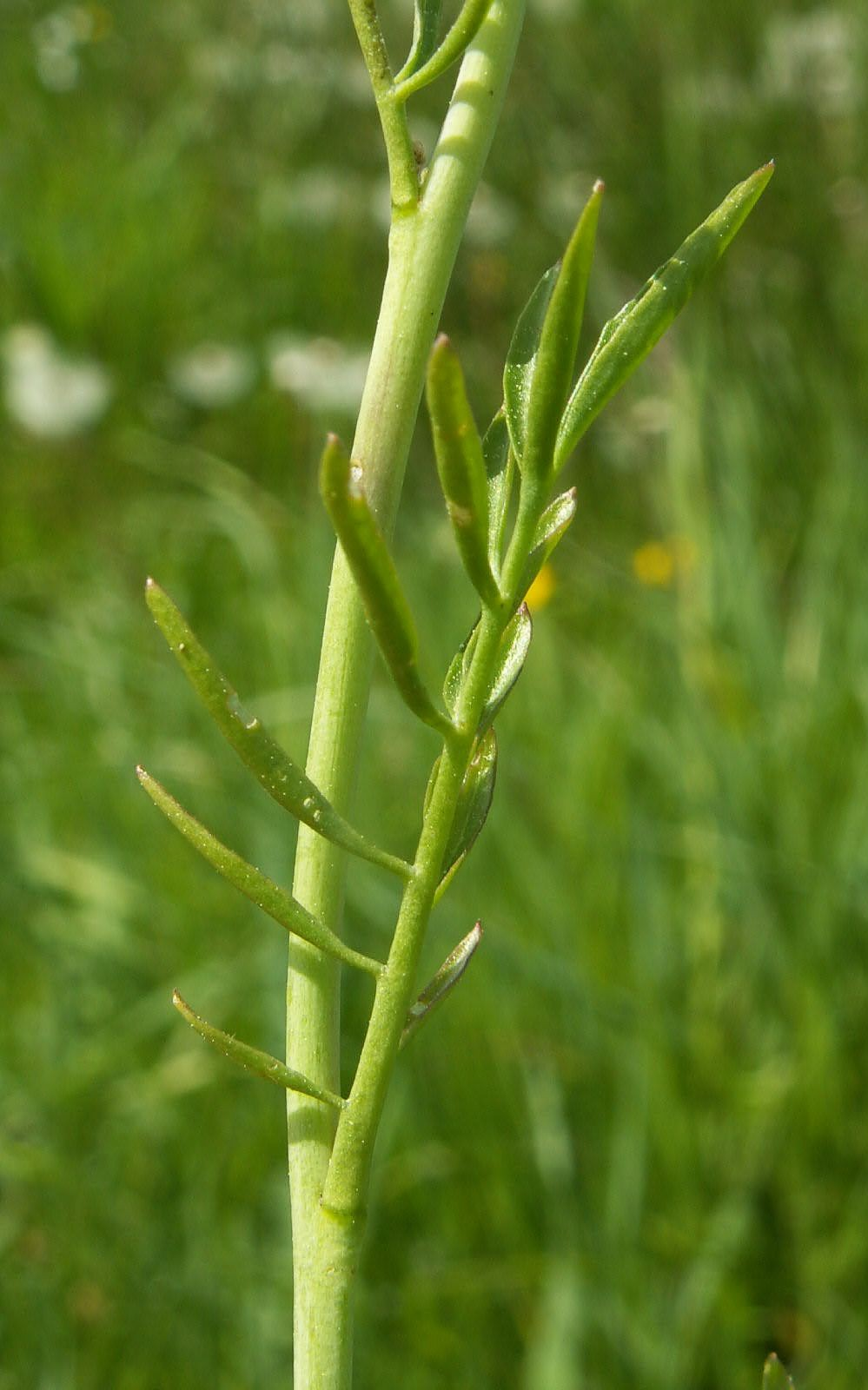
Levele
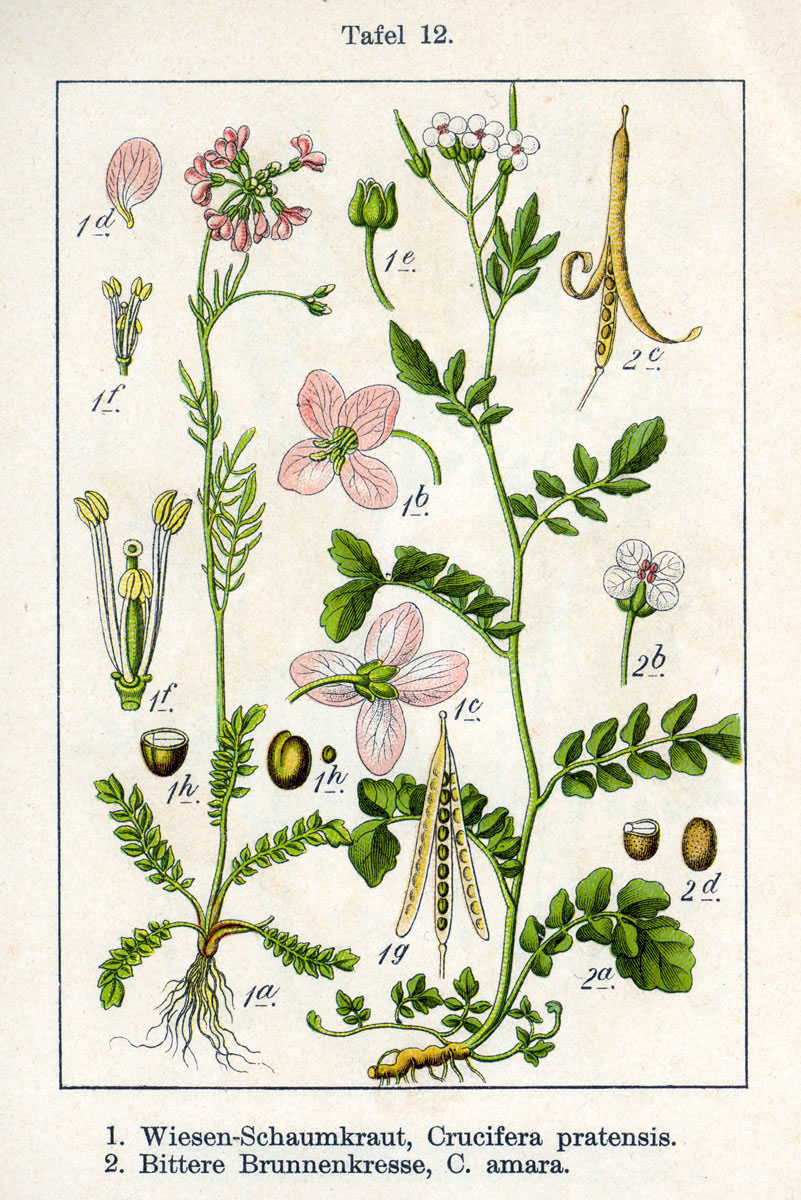
Rajzok a növényről
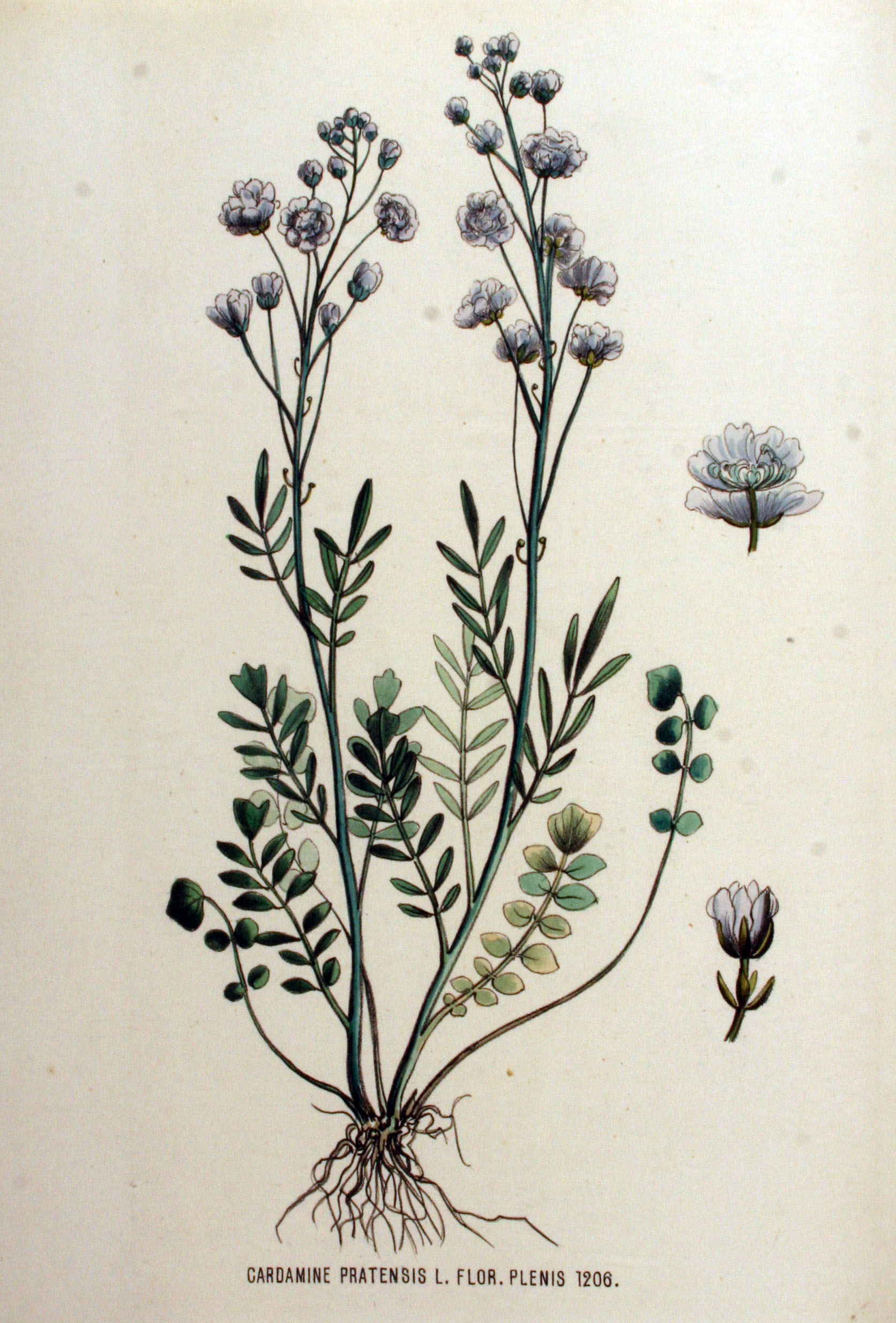
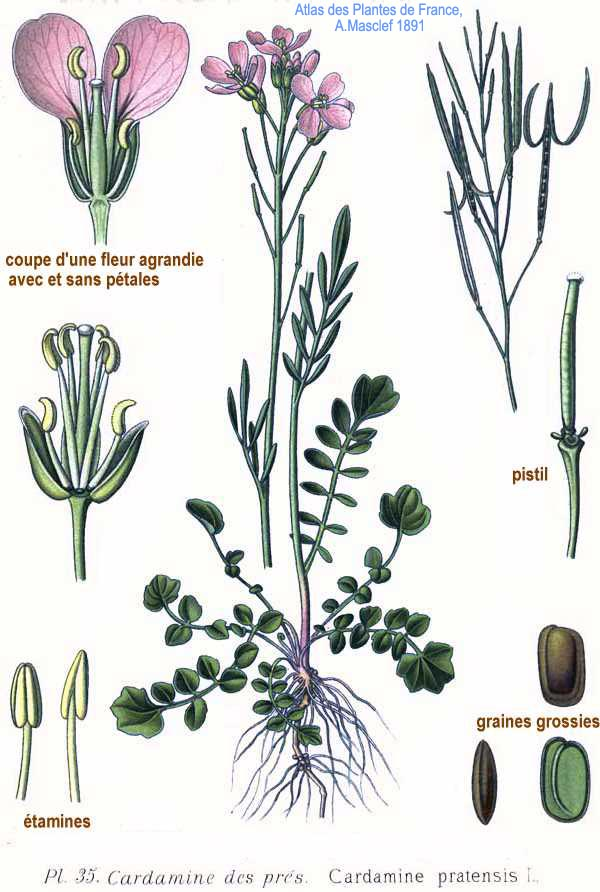